# Total Eclipse II: The Sphinx Jinx
Total Eclipse II: The Sphinx Jinx è un videogioco di avventura grafica in prima persona 3D pubblicato nel 1989 per Amstrad CPC, Commodore 64 e ZX Spectrum dalla Incentive Software. È il seguito di Total Eclipse e venne pubblicato ufficialmente solo insieme a un'edizione speciale del predecessore. Fa parte della serie di videogiochi realizzati con il motore grafico Freescape. La meccanica e l'estetica del gioco sono le stesse di Total Eclipse, ma con un nuovo scenario dove l'esploratore deve trovare i 12 pezzi di una sfinge nascosti nei sotterranei della piramide.
Nel 1991 è stata realizzata una conversione non ufficiale per Commodore 16.